# رودلف فون شيرير
رودلف فون شيرير (بالألمانية: Rudolf von Scherer)‏ هو كاهن كاثوليكي وأستاذ جامعي نمساوي، ولد في 11 أغسطس 1845 في غراتس في النمسا، وتوفي في 21 ديسمبر 1918 في فيينا في النمسا.